# Zingende gabonloofbuulbuul
De zingende gabonloofbuulbuul (Phyllastrephus scandens) is een zangvogel uit de familie Pycnonotidae (buulbuuls).

## Verspreiding en leefgebied
Deze soort komt voor in westelijk en centraal Afrika en telt twee ondersoorten:
- P. s. scandens Swainson, 1837: van Gambia en Senegal tot noordelijk Kameroen.
- P. s. orientalis (Hartlaub, 1883): van noordelijk Kameroen tot zuidelijk Zuid-Soedan, midden Oeganda, westelijk Tanzania en zuidelijk Congo-Kinshasa.

## Status
De grootte van de populatie is niet gekwantificeerd maar de soort wordt omschreven als plaatselijk algemeen. Op de Rode lijst van de IUCN heeft deze soort de status niet bedreigd.